# Jacques Londios
Jacques Londios, né le 14 janvier 1946 à Montauban, est un joueur français de rugby à XV, qui a joué avec l'équipe de France, l'US Montauban au poste de trois quart aile puis d’arrière (1,65 m pour 68 kg).

## Carrière de joueur

### En club
- US Montauban : 1964-1974[1]
- Association sportive fleurantine : 1974-1975

### En équipe nationale
Il a disputé un test match le 29 juillet 1967 contre l'équipe d'Afrique du Sud, à l’occasion d’une tournée de l’équipe de France.

## Palmarès

### En club
Avec l’US Montauban
- Championnat de France de première division :
  - Champion (1) : 1967
- Challenge de l'espérance :
  - Vainqueur (1) : 1967

### En équipe nationale
- Sélection en équipe nationale : 1